# Изповедта на една малолетна актриса
Изповедта на една малолетна актриса (на английски: Confessions of a Teenage Drama Queen) е американска тийн комедия от 2004 година на режисьорката Сара Шугърман. В главната роля участва Линдзи Лоън като Лола, Адам Гарсия играе любимият ѝ рок музикант, а Глен Хедли е в ролята на майката на Лола.
Премиерата на филма е на 20 февруари 2004 година, като критиката му отрежда предимно отрицателни рецензии. Въпреки това той дебютира в северноамериканската класация на 2 място, веднага след 50 първи срещи с Адам Сандлър. В България Изповедта на една малолетна актриса е пуснат директно на ДВД и видео на 29 декември 2004 година.